# ملانی فونتانا
ملانی جوی فونتانا (انگلیسی: Melanie Fontana؛ زادهٔ ۳ اکتبر ۱۹۸۶) خواننده-ترانه‌پرداز اهل ایالات متحده آمریکا است. او از سال ۲۰۱۱ میلادی تاکنون مشغول فعالیت بوده‌است و در طول حرفهٔ خود با هنرمندانی مانند جاستین بیبر، بریتنی اسپیرز، بی‌تی‌اس و توایس همکاری داشته‌است.